# 2008-as MTV Video Music Awards
A 2008-as MTV Video Music Awards díjátadója 2008. szeptember 7-én került megrendezésre, és az előző év legjobb klipjeit díjazta. A díjakat a Los Angeles-i Paramount Pictures Studios-ban adták át, az est házigazdája Russell Brand komikus volt.
A legtöbb kategória sorsáról a nézők döntöttek, egyedül a szakmai díjakat ítélték oda szakértők, de utóbbiak győzteseit egy sajtóközleményben jelentették be, nem az est folyamán.
Az est legnagyobb győztese Britney Spears volt, aki három díjat kapott.

## Jelöltek
A győztesek félkövérrel vannak jelölve.

### Az év videója
Britney Spears — Piece of Me
- Chris Brown — Forever
- Jonas Brothers — Burnin' Up
- Pussycat Dolls — When I Grow Up
- The Ting Tings — Shut Up and Let Me Go

### Legjobb férfi videó
Chris Brown — With You
- Flo Rida (közreműködik T-Pain) — Low
- Lil Wayne (közreműködik Static Major) — Lollipop
- T.I. — No Matter What
- Usher (közreműködik Young Jeezy) — Love in This Club

### Legjobb női videó
Britney Spears — Piece of Me
- Mariah Carey — Touch My Body
- Katy Perry — I Kissed a Girl
- Rihanna — Take a Bow
- Jordin Sparks (közreműködik Chris Brown) — No Air

### Legjobb új előadó
Tokio Hotel — Ready, Set, Go!
- Miley Cyrus — 7 Things
- Katy Perry — I Kissed a Girl
- Jordin Sparks (közreműködik Chris Brown) — No Air
- Taylor Swift — Teardrops on My Guitar

### Legjobb pop videó
Britney Spears — Piece of Me
- Danity Kane — Damaged
- Jonas Brothers — Burnin' Up
- Panic at the Disco — Nine in the Afternoon
- Tokio Hotel — Ready, Set, Go!

### Legjobb rock videó
Linkin Park — Shadow of the Day
- Fall Out Boy (közreműködik John Mayer) — Beat It
- Foo Fighters — The Pretender
- Paramore — Crushcrushcrush
- Slipknot — Psychosocial

### Legjobb hiphopvideó
Lil Wayne (közreműködik Static Major) — Lollipop
- Mary J. Blige — Just Fine
- Lupe Fiasco (közreműködik Matthew Santos) — Superstar
- Flo Rida (közreműködik T-Pain) — Low
- Kanye West (közreműködik Chris Martin) — Homecoming

### Legjobb tánc egy videóban
Pussycat Dolls — When I Grow Up
- Chris Brown — Forever
- Danity Kane — Damaged
- Madonna (közreműködik Justin Timberlake és Timbaland) — 4 Minutes
- Ne-Yo — Closer

### Legjobb rendezés
Erykah Badu — Honey (Rendezés: Erykah Badu és Mr. Roboto)
- Linkin Park — Shadow of the Day (Rendezés: Joe Hahn)
- Panic at the Disco — Nine in the Afternoon (Rendezés: Shane Drake)
- Pussycat Dolls — When I Grow Up (Rendezés: Joseph Kahn)
- Rihanna — Take a Bow (Rendezés: Anthony Mandler)

### Legjobb koreográfia
Gnarls Barkley — Run (Koreográfus: Michael Rooney)
- Adele — Chasing Pavements (Koreográfus: Marguerite Derricks)
- Chris Brown — Forever (Koreográfus: Tone & Rich)
- Chris Brown (közreműködik T-Pain) — Kiss Kiss (Koreográfus: Flii Stylz)
- Pussycat Dolls — When I Grow Up (Koreográfus: Robin Antin és Mikey Minden)

### Legjobb speciális effektek
Kanye West (közreműködik T-Pain) — Good Life (Speciális effektek: SoMe, Jonas & François)
- Erykah Badu — Honey (Speciális effektek: X1 FX)
- Coldplay — Violet Hill (Speciális effektek: Asa Mader)
- Missy Elliott — Ching-a-Ling/Shake Your Pom Pom (Speciális effektek: Les Umberger)
- Linkin Park — Bleed It Out (Speciális effektek: David Lebensfeld és Adam Catino)

### Legjobb művészi rendezés
Gnarls Barkley — Run (Művészi rendezés: Happy Massee and Kells Jesse)
- MGMT — Electric Feel (Művészi rendezés: Sophie Kosofsky)
- Katy Perry — I Kissed a Girl (Művészi rendezés: Benji Bamps)
- Pussycat Dolls — When I Grow Up (Művészi rendezés: Marcelle Gravel)
- The White Stripes — Conquest (Művészi rendezés: David Fitzpatrick)

### Legjobb vágás
Death Cab for Cutie — I Will Possess Your Heart (Vágó: Aaron Stewart-Ahn és Jeff Buchanan)
- Erykah Badu — Honey (Vágó: T. David Binns)
- Ne-Yo — Closer (Vágó: Clark Eddy)
- Katy Perry — I Kissed a Girl (Vágó: Tom Lindsay)
- Weezer — Pork and Beans (Vágó: Jeff Consiglio és Colin Woods)

### Legjobb operatőr
The White Stripes — Conquest (Operatőr: Wyatt Troll)
- Erykah Badu — Honey (Operatőr: Karsten "Crash" Gopinath)
- Death Cab for Cutie — I Will Possess Your Heart (Operatőr: Aaron Stewart-Ahn and Shawn Kim)
- Katy Perry — I Kissed a Girl (Operatőr: Simon Thirlaway)
- Pussycat Dolls — When I Grow Up (Operatőr: Christopher Probst)

### Legjobb brit videó
The Ting Tings — Shut Up and Let Me Go
- Coldplay — Violet Hill
- Duffy — Warwick Avenue
- Estelle (közreműködik Kanye West) — American Boy
- Leona Lewis — Bleeding Love

## Fellépők
- Rihanna — Disturbia/Seven Nation Army
- Lil Wayne (közreműködik Leona Lewis és T-Pain) — DontGetIt/A Milli/Got Money
- Paramore — Misery Business
- T.I. (közreműködik Rihanna) — Whatever You Like/Live Your Life
- Christina Aguilera — Genie 2.0/Keeps Gettin' Better
- Kid Rock (közreműködik Lil Wayne) — All Summer Long
- Kanye West — Love Lockdown

## Résztvevők
- Jamie Foxx — Legjobb női videó
- Demi Moore — Legjobb férfi videó
- Ciara, Lindsay Lohan és Fanny Pak — Legjobb tánc egy videóban
- Slash és Shia LaBeouf — Legjobb rock videó
- Slipknot (Corey Taylor, Jim Root és Shawn "Clown" Crahan) és  Christopher Mintz-Plasse — Legjobb hiphopvideó
- Lauren Conrad és Chace Crawford — Legjobb új előadó
- Paris Hilton — Legjobb pop videó
- Kobe Bryant — Az év videója